# Gulpha Creek
 (mars 2020).
La Gulpha Creek est un cours d'eau américain qui s'écoule dans le comté de Garland, dans l'Arkansas. Cet affluent de l'Ouachita est en partie protégé au sein du parc national de Hot Springs.